# 汪琰
汪琰（1418年—？），字廷用，江西饒州府樂平縣人，民籍。明朝政治人物。進士出身。

## 生平
江西鄉試第五十六名。正統七年（1442年）壬戌科會試第八十五名，殿試登進士第三甲第七十七名。

## 家族
曾祖汪德禮。祖父汪原政。父亲汪永惠。